# Cucullanellus heterochorus
Cucullanellus heterochorus är en rundmaskart. Cucullanellus heterochorus ingår i släktet Cucullanellus och familjen Cucullanidae. Inga underarter finns listade i Catalogue of Life.